# This Old Dog
This Old Dog ist das dritte Studioalbum des kanadischen Singer-Songwriters Mac DeMarco, das am 5. Mai 2017 auf dem Indie-Label Captured Tracks veröffentlicht wurde. Während der Aufnahmen zum Album zog Mac Demarco im August 2016 gemeinsam mit seiner Lebensgefährtin Kiera McNally aus dem New Yorker Stadtteil Far Rockaway nach Los Angeles in Kalifornien. Die beiden ersten Songs des Albums, My Old Man und This Old Dog, sowie die Lieder On The Level und One More Love Song wurden als Singleauskopplungen veröffentlicht.

## Entstehung
Der Entstehungsprozess des Albums wurde stark durch den Umzug von New York City nach Los Angeles geprägt. Wie auch auf den beiden Vorgängeralben spielte er sämtliche Instrumente ein. Bei Konzerten wird er von seiner Liveband begleitet.
DeMarco produzierte und mischte das Album. Für das Mastering zeichnet David Ives verantwortlich. Shags Chamberlain half bei der Abmischung.
Das Album erschien als Download, CD und LP, aber auch auf Kompaktkassette. Den Vertrieb in DeMarcos Heimatland Kanada übernahm Royal Mountain Records.

## Rezeption
Das Album erhielt durchweg positive Kritiken, auf Metacritic erhielt das Album 79 aus 100 Punkten, basierend auf 24 Rezensionen.
Auf Pitchfork erhielt This Old Dog 7.9 von 10 Punkte und wurde damit zwar gut, jedoch niedriger bewertet als die beiden Vorgängerplatten. Vom einflussreichen Musikkritiker Anthony Fantano wurde das Album hingegen mit 7 von 10 Punkten besser bewertet als Salad Days.

## Titelliste
Alle Songs stammen aus der Feder von Mac DeMarco.
Seite 1
1. My Old Man – 3:41
2. This Old Dog – 2:30
3. Baby You’re Out – 3:27
4. For the First Time – 3:02
5. One Another – 2:46
6. Still Beating – 3:01
7. Sister – 1:18
Seite 2
8. Dreams From Yesterday – 3:27
9. A Wolf Who Wears Sheeps Clothes – 2:49
10. One More Love Song – 4:01
11. On The Level – 3:47
12. Moonlight On The River – 7:02
13. Watching Him Fade Away – 2:23

## Kommerzieller Erfolg

### Chartplatzierungen
| ChartsChartplatzierungen       | Höchstplatzierung | Wochen |
| ------------------------------ | ----------------- | ------ |
| Vereinigte Staaten (Billboard) | 29 (2 Wo.)        | 2      |
| Vereinigtes Königreich (OCC)   | 21 (2 Wo.)        | 2      |

### Auszeichnungen für Musikverkäufe
| Land/Region                  | Auszeichnungen für Musikverkäufe (Land/Region, Auszeichnung, Verkäufe) | Verkäufe |
| ---------------------------- | ---------------------------------------------------------------------- | -------- |
| Dänemark (IFPI)              | Gold                                                                   | 10.000   |
| Neuseeland (RMNZ)            | Platin                                                                 | 15.000   |
| Vereinigtes Königreich (BPI) | Gold                                                                   | 100.000  |
| Insgesamt                    | 2× Gold · 1× Platin ·                                                  | 125.000  |